# Rodzina Bachów

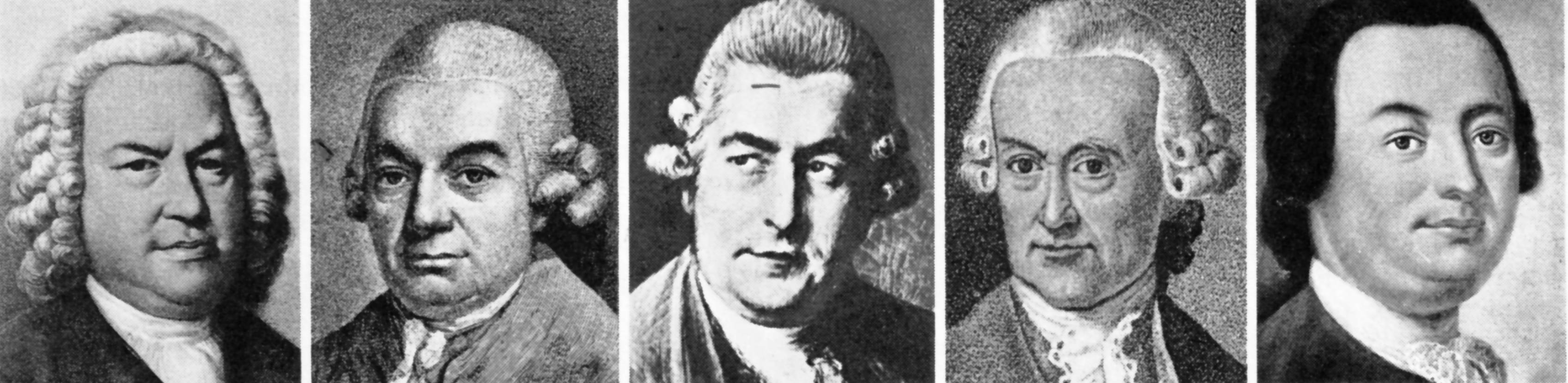
Jan Sebastian Bach i jego synowie: Carl Philipp Emanuel, Johann Christian, Wilhelm Friedemann oraz Johann Christoph Friedrich

Rodzina Bachów przez prawie dwieście lat miała istotny wkład w kształtowanie historii muzyki. Pochodziło z niej ponad 50 znanych muzyków i kilku ważnych kompozytorów, z których największe uznanie zdobył Johann Sebastian Bach (1685–1750). Był on też pierwszym członkiem rodziny, który interesował się dziejami rodu i naszkicował jego drzewo genealogiczne, uzupełnione później przez jego syna, Carla Philippa Emanuela.
Ród Bachów, mimo że pojawiło się w nim wielu znakomitych przedstawicieli, znany był przede wszystkim lokalnie. Liczebność członków rodu i ich sława spowodowała, że w Erfurcie wszyscy muzycy znani byli jako „Bachowie”, niezależnie od związków (lub ich braku) z rodziną o tym nazwisku. Bachowie nie opuścili Turyngii aż do czasu, gdy synowie Jana Sebastiana udali się do innych ośrodków europejskich i tam zyskali sławę. Ich ojciec zyskał wówczas miano „ojca wielkich Bachów”, a jego twórczość pozostawała znana tylko koneserom.

## Przodkowie Jana Sebastiana Bacha

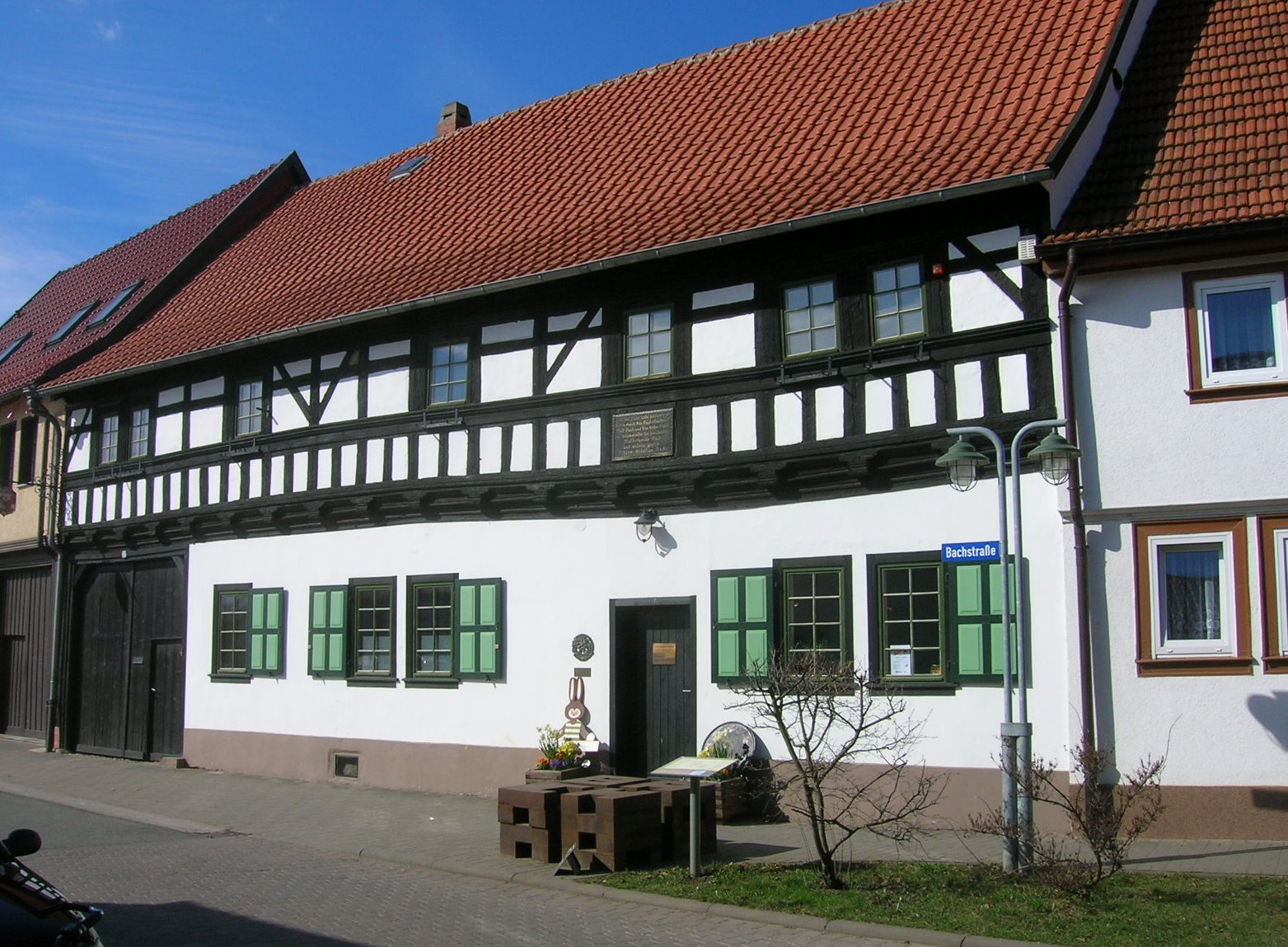
Dom rodzinny w Günthersleben-Wechmar

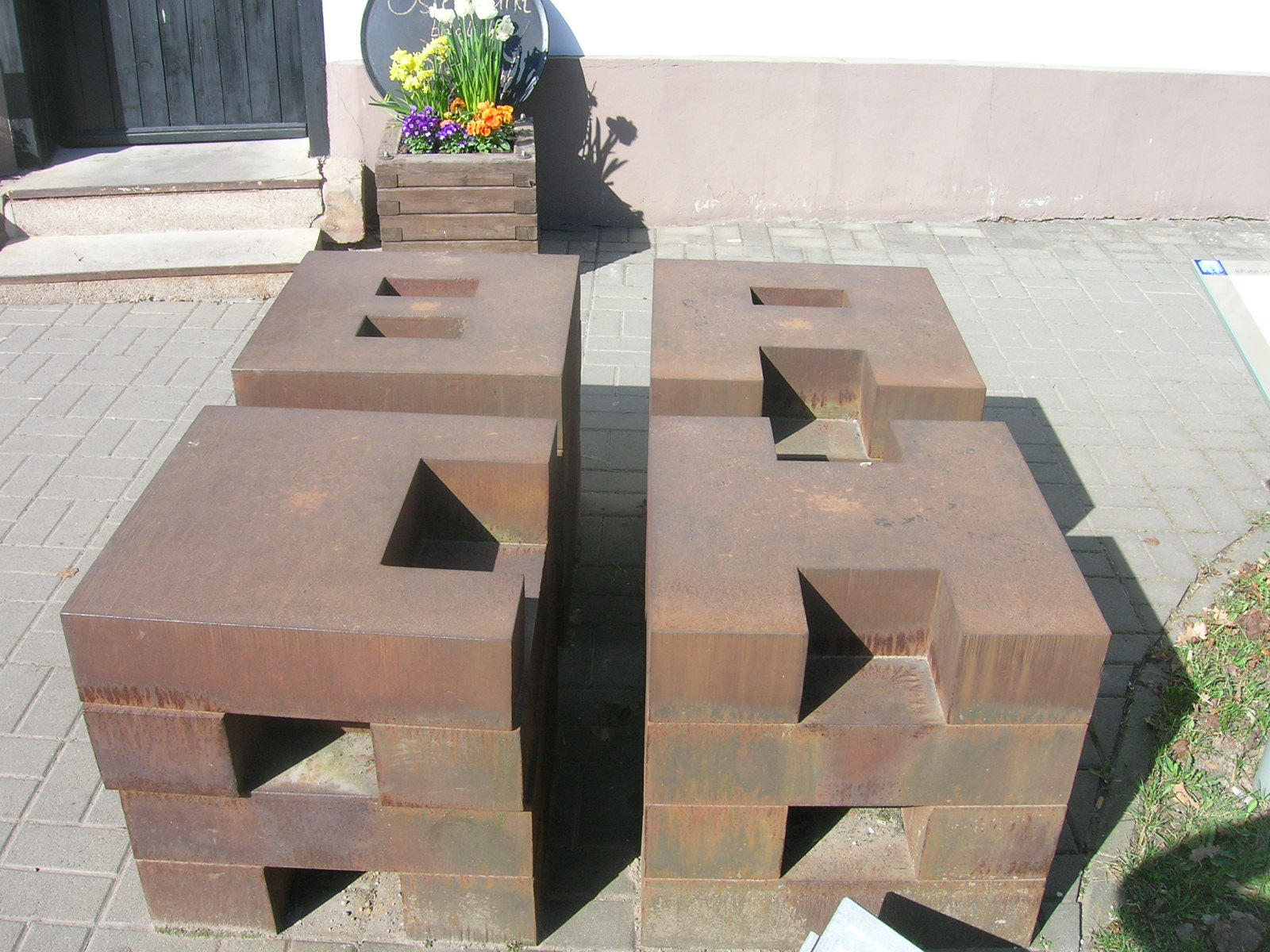
Rzeźba B-A-C-H w Günthersleben-Wechmar

Na początku XVI wieku znane były cztery gałęzie rodziny Bachów. Metryki wspominają w 1561 o Hansie Bachu z Wechmaru (wioski między Gothą a Arnstadt w Turyngii), którego uznaje się za prawdopodobnego ojca Wita Bacha.
- Veit Bach (zm. przed 1578) był węgierskim piekarzem zmuszonym do ucieczki z ojczyzny do Niemiec z powodów prześladowań religijnych (Veit Bach, jak i jego potomkowie, był protestantem). Odnajdował przyjemność w niedużej cytrze, którą zabierał ze sobą do młyna.
- Jego syn Johannes Bach (zm. 1626) „der Spielmann” (muzyk, grajek) był pierwszym profesjonalnym muzykiem w rodzinie. Początkowo podjął zawód piekarza, ale wykazując szczególną skłonność do muzyki, został dudziarzem.
- Jego drugi wnuk Christoph Bach (1613–1661) był także muzykiem.
- Jego pierwszy prawnuk Johann Ambrosius był ojcem Jana Sebastiana.

## Inni narodzeni przed 1685
Najstarszy brat Johanna Ambrosiusa, Heinrich z Arnstadt, miał dwóch synów: Johanna Michaela i Johanna Christopha, którzy zaliczają się do największych poprzedników Jana Sebastiana. Johannowi Christophowi przypisuje się obecnie autorstwo motetu Ich lasse dich nicht („Nie opuszczę cię”), figurującego w katalogu dzieł Bacha (BWV 159a). Sam Jan Sebastian szczególnie podziwiał Johanna Ludwiga, którego dwanaście kantat przepisał i wykonał w Lipsku.

## Potomkowie Johanna Sebastiana

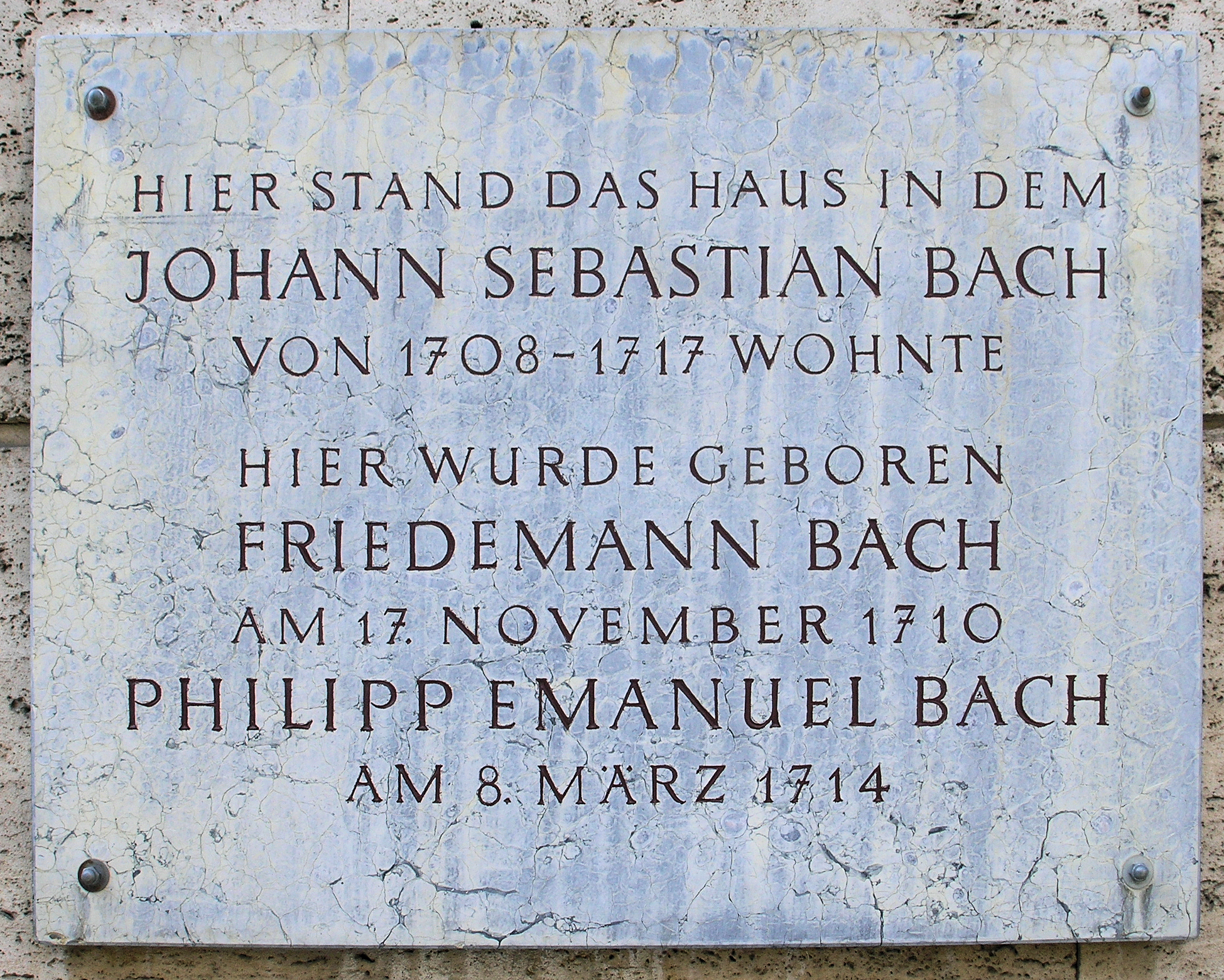
Tablica w Weimarze na budynku, w którym urodzili się Wilhelm Friedemann i Carl Philipp Emanuel

Z siedmiorga dzieci, które Johannowi Sebastianowi urodziła jego pierwsza żona, przeżyło go jedynie troje, w tym dwóch synów, którzy także zostali muzykami: Wilhelm Friedemann oraz wspomniany Carl Philipp Emanuel Bach.
Drugą żoną Johanna Sebastiana Bacha została Anna Magdalena Wilcke, utalentowana muzycznie sopranistka, córka nadwornego trębacza księcia Saksonii. Doczekali się trzynaściorga dzieci, z których Gottfried Heinrich, Johann Christoph Friedrich oraz Johann Christian odegrali większą rolę w historii. Trzy córki dożyły pełnoletniości: Elisabeth Juliane Friederica (1726–1781), poślubiła ona ucznia Bacha – Johanna Christopha Altnikola, Johanna Carolina (1737–1781) i Regina Susanna (1742–1809).

## Drzewo genealogiczne
|                                     |                                     |                                     |                                     |                                     |                                     |                           |                           |                                       |                                       |                                              |                                              | Veit Bach (1550-1619)                        |                                              |                                              |                                              |                                              |                                              |                                              |                                              |                                              |                                              |                                          |                                          |                                             |                                             |                                             |                                             |                                             |                                             |                                         |                                         |                                        |                                        |                                        |                                        |                                        |                                        |                                |                                |                                   |                                   |                                   |                                   |                                   |                                   |  |  |                                          |                                          |                                          |                                          |                                          |                                          |                                       |                                       |                                       |                                       |                                       |                                       |                                       |                                       |  |  |                              |                              |                              |                              |                              |                              |  |  |                            |                            |                            |                            |                            |                            |  |  |  |  |
|                                     |                                     |                                     |                                     |                                     |                                     |                           |                           |                                       |                                       |                                              |                                              |                                              |                                              |                                              |                                              |                                              |                                              |                                              |                                              |                                              |                                              |                                          |                                          |                                             |                                             |                                             |                                             |                                             |                                             |                                         |                                         |                                        |                                        |                                        |                                        |                                        |                                        |                                |                                |                                   |                                   |                                   |                                   |                                   |                                   |  |  |                                          |                                          |                                          |                                          |                                          |                                          |                                       |                                       |                                       |                                       |                                       |                                       |                                       |                                       |  |  |                              |                              |                              |                              |                              |                              |  |  |                            |                            |                            |                            |                            |                            |  |  |  |  |
|                                     |                                     |                                     |                                     |                                     |                                     |                           |                           |                                       |                                       |                                              |                                              | Johannes Hans Bach (1580–1626)               |                                              |                                              |                                              |                                              |                                              |                                              |                                              |                                              |                                              |                                          |                                          |                                             |                                             |                                             |                                             |                                             |                                             |                                         |                                         |                                        |                                        |                                        |                                        |                                        |                                        |                                |                                |                                   |                                   |                                   |                                   |                                   |                                   |  |  |                                          |                                          |                                          |                                          |                                          |                                          |                                       |                                       |                                       |                                       |                                       |                                       |                                       |                                       |  |  |                              |                              |                              |                              |                              |                              |  |  |                            |                            |                            |                            |                            |                            |  |  |  |  |
|                                     |                                     |                                     |                                     |                                     |                                     |                           |                           |                                       |                                       |                                              |                                              |                                              |                                              |                                              |                                              |                                              |                                              |                                              |                                              |                                              |                                              |                                          |                                          |                                             |                                             |                                             |                                             |                                             |                                             |                                         |                                         |                                        |                                        |                                        |                                        |                                        |                                        |                                |                                |                                   |                                   |                                   |                                   |                                   |                                   |  |  |                                          |                                          |                                          |                                          |                                          |                                          |                                       |                                       |                                       |                                       |                                       |                                       |                                       |                                       |  |  |                              |                              |                              |                              |                              |                              |  |  |                            |                            |                            |                            |                            |                            |  |  |  |  |
|                                     |                                     |                                     |                                     |                                     |                                     |                           |                           |                                       |                                       |                                              |                                              |                                              |                                              |                                              |                                              |                                              |                                              |                                              |                                              |                                              |                                              |                                          |                                          |                                             |                                             |                                             |                                             |                                             |                                             |                                         |                                         |                                        |                                        |                                        |                                        |                                        |                                        |                                |                                |                                   |                                   |                                   |                                   |                                   |                                   |  |  |                                          |                                          |                                          |                                          |                                          |                                          |                                       |                                       |                                       |                                       |                                       |                                       |                                       |                                       |  |  |                              |                              |                              |                              |                              |                              |  |  |                            |                            |                            |                            |                            |                            |  |  |  |  |
|                                     |                                     |                                     |                                     | Heinrich Bach (1615–1692)           | Heinrich Bach (1615–1692)           | Heinrich Bach (1615–1692) | Heinrich Bach (1615–1692) | Heinrich Bach (1615–1692)             | Heinrich Bach (1615–1692)             |                                              |                                              |                                              |                                              |                                              |                                              |                                              |                                              |                                              |                                              | Christoph Bach (1613–1661)                   | Christoph Bach (1613–1661)                   | Christoph Bach (1613–1661)               | Christoph Bach (1613–1661)               | Christoph Bach (1613–1661)                  | Christoph Bach (1613–1661)                  |                                             |                                             |                                             |                                             |                                         |                                         |                                        |                                        |                                        |                                        |                                        |                                        |                                |                                |                                   |                                   |                                   |                                   |                                   |                                   |  |  |                                          |                                          |                                          |                                          |                                          |                                          |                                       |                                       |                                       |                                       |                                       |                                       |                                       |                                       |  |  |                              |                              |                              |                              |                              |                              |  |  |                            |                            |                            |                            |                            |                            |  |  |  |  |
|                                     |                                     |                                     |                                     | Heinrich Bach (1615–1692)           | Heinrich Bach (1615–1692)           | Heinrich Bach (1615–1692) | Heinrich Bach (1615–1692) | Heinrich Bach (1615–1692)             | Heinrich Bach (1615–1692)             |                                              |                                              |                                              |                                              |                                              |                                              |                                              |                                              |                                              |                                              | Christoph Bach (1613–1661)                   | Christoph Bach (1613–1661)                   | Christoph Bach (1613–1661)               | Christoph Bach (1613–1661)               | Christoph Bach (1613–1661)                  | Christoph Bach (1613–1661)                  |                                             |                                             |                                             |                                             |                                         |                                         |                                        |                                        |                                        |                                        |                                        |                                        |                                |                                |                                   |                                   |                                   |                                   |                                   |                                   |  |  |                                          |                                          |                                          |                                          |                                          |                                          |                                       |                                       |                                       |                                       |                                       |                                       |                                       |                                       |  |  |                              |                              |                              |                              |                              |                              |  |  |                            |                            |                            |                            |                            |                            |  |  |  |  |
|                                     |                                     |                                     |                                     |                                     |                                     |                           |                           |                                       |                                       |                                              |                                              |                                              |                                              |                                              |                                              |                                              |                                              |                                              |                                              |                                              |                                              |                                          |                                          |                                             |                                             |                                             |                                             |                                             |                                             |                                         |                                         |                                        |                                        |                                        |                                        |                                        |                                        |                                |                                |                                   |                                   |                                   |                                   |                                   |                                   |  |  |                                          |                                          |                                          |                                          |                                          |                                          |                                       |                                       |                                       |                                       |                                       |                                       |                                       |                                       |  |  |                              |                              |                              |                              |                              |                              |  |  |                            |                            |                            |                            |                            |                            |  |  |  |  |
| Johann Christoph Bach I (1642–1703) | Johann Christoph Bach I (1642–1703) | Johann Christoph Bach I (1642–1703) | Johann Christoph Bach I (1642–1703) | Johann Christoph Bach I (1642–1703) | Johann Christoph Bach I (1642–1703) |                           |                           | Johann Michael Bach (1648–1694)       | Johann Michael Bach (1648–1694)       | Johann Michael Bach (1648–1694)              | Johann Michael Bach (1648–1694)              | Johann Michael Bach (1648–1694)              | Johann Michael Bach (1648–1694)              |                                              |                                              | Johann Ambrosius Bach (1645–1695)            | Johann Ambrosius Bach (1645–1695)            | Johann Ambrosius Bach (1645–1695)            | Johann Ambrosius Bach (1645–1695)            | Johann Ambrosius Bach (1645–1695)            | Johann Ambrosius Bach (1645–1695)            |                                          |                                          | Maria Elisabeth Lämmerhirt (1644–1694)      | Maria Elisabeth Lämmerhirt (1644–1694)      | Maria Elisabeth Lämmerhirt (1644–1694)      | Maria Elisabeth Lämmerhirt (1644–1694)      | Maria Elisabeth Lämmerhirt (1644–1694)      | Maria Elisabeth Lämmerhirt (1644–1694)      |                                         |                                         | Johann Christoph Bach (1645–1693)      | Johann Christoph Bach (1645–1693)      | Johann Christoph Bach (1645–1693)      | Johann Christoph Bach (1645–1693)      | Johann Christoph Bach (1645–1693)      | Johann Christoph Bach (1645–1693)      |                                |                                |                                   |                                   |                                   |                                   |                                   |                                   |  |  |                                          |                                          |                                          |                                          |                                          |                                          |                                       |                                       |                                       |                                       |                                       |                                       |                                       |                                       |  |  |                              |                              |                              |                              |                              |                              |  |  |                            |                            |                            |                            |                            |                            |  |  |  |  |
| Johann Christoph Bach I (1642–1703) | Johann Christoph Bach I (1642–1703) | Johann Christoph Bach I (1642–1703) | Johann Christoph Bach I (1642–1703) | Johann Christoph Bach I (1642–1703) | Johann Christoph Bach I (1642–1703) |                           |                           | Johann Michael Bach (1648–1694)       | Johann Michael Bach (1648–1694)       | Johann Michael Bach (1648–1694)              | Johann Michael Bach (1648–1694)              | Johann Michael Bach (1648–1694)              | Johann Michael Bach (1648–1694)              |                                              |                                              | Johann Ambrosius Bach (1645–1695)            | Johann Ambrosius Bach (1645–1695)            | Johann Ambrosius Bach (1645–1695)            | Johann Ambrosius Bach (1645–1695)            | Johann Ambrosius Bach (1645–1695)            | Johann Ambrosius Bach (1645–1695)            |                                          |                                          | Maria Elisabeth Lämmerhirt (1644–1694)      | Maria Elisabeth Lämmerhirt (1644–1694)      | Maria Elisabeth Lämmerhirt (1644–1694)      | Maria Elisabeth Lämmerhirt (1644–1694)      | Maria Elisabeth Lämmerhirt (1644–1694)      | Maria Elisabeth Lämmerhirt (1644–1694)      |                                         |                                         | Johann Christoph Bach (1645–1693)      | Johann Christoph Bach (1645–1693)      | Johann Christoph Bach (1645–1693)      | Johann Christoph Bach (1645–1693)      | Johann Christoph Bach (1645–1693)      | Johann Christoph Bach (1645–1693)      |                                |                                |                                   |                                   |                                   |                                   |                                   |                                   |  |  |                                          |                                          |                                          |                                          |                                          |                                          |                                       |                                       |                                       |                                       |                                       |                                       |                                       |                                       |  |  |                              |                              |                              |                              |                              |                              |  |  |                            |                            |                            |                            |                            |                            |  |  |  |  |
|                                     |                                     |                                     |                                     |                                     |                                     |                           |                           |                                       |                                       |                                              |                                              |                                              |                                              |                                              |                                              |                                              |                                              |                                              |                                              |                                              |                                              |                                          |                                          |                                             |                                             |                                             |                                             |                                             |                                             |                                         |                                         |                                        |                                        |                                        |                                        |                                        |                                        |                                |                                |                                   |                                   |                                   |                                   |                                   |                                   |  |  |                                          |                                          |                                          |                                          |                                          |                                          |                                       |                                       |                                       |                                       |                                       |                                       |                                       |                                       |  |  |                              |                              |                              |                              |                              |                              |  |  |                            |                            |                            |                            |                            |                            |  |  |  |  |
|                                     |                                     |                                     |                                     |                                     |                                     |                           |                           |                                       |                                       |                                              |                                              |                                              |                                              |                                              |                                              |                                              |                                              |                                              |                                              |                                              |                                              |                                          |                                          |                                             |                                             |                                             |                                             |                                             |                                             |                                         |                                         |                                        |                                        |                                        |                                        |                                        |                                        |                                |                                |                                   |                                   |                                   |                                   |                                   |                                   |  |  |                                          |                                          |                                          |                                          |                                          |                                          |                                       |                                       |                                       |                                       |                                       |                                       |                                       |                                       |  |  |                              |                              |                              |                              |                              |                              |  |  |                            |                            |                            |                            |                            |                            |  |  |  |  |
| Johann Nicolaus Bach (1669–1753)    | Johann Nicolaus Bach (1669–1753)    | Johann Nicolaus Bach (1669–1753)    | Johann Nicolaus Bach (1669–1753)    | Johann Nicolaus Bach (1669–1753)    | Johann Nicolaus Bach (1669–1753)    |                           |                           | Maria Barbara Bach (1684–1720)        | Maria Barbara Bach (1684–1720)        | Maria Barbara Bach (1684–1720)               | Maria Barbara Bach (1684–1720)               | Maria Barbara Bach (1684–1720)               | Maria Barbara Bach (1684–1720)               |                                              |                                              | Johann Sebastian Bach (1685–1750)            | Johann Sebastian Bach (1685–1750)            | Johann Sebastian Bach (1685–1750)            | Johann Sebastian Bach (1685–1750)            | Johann Sebastian Bach (1685–1750)            | Johann Sebastian Bach (1685–1750)            |                                          |                                          | Anna Magdalena Wilcke (1701–1760)           | Anna Magdalena Wilcke (1701–1760)           | Anna Magdalena Wilcke (1701–1760)           | Anna Magdalena Wilcke (1701–1760)           | Anna Magdalena Wilcke (1701–1760)           | Anna Magdalena Wilcke (1701–1760)           |                                         |                                         | Johann Jacob Bach (1682–1722)          | Johann Jacob Bach (1682–1722)          | Johann Jacob Bach (1682–1722)          | Johann Jacob Bach (1682–1722)          | Johann Jacob Bach (1682–1722)          | Johann Jacob Bach (1682–1722)          |                                |                                |                                   |                                   |                                   |                                   |                                   |                                   |  |  |                                          |                                          |                                          |                                          |                                          |                                          |                                       |                                       |                                       |                                       |                                       |                                       |                                       |                                       |  |  |                              |                              |                              |                              |                              |                              |  |  |                            |                            |                            |                            |                            |                            |  |  |  |  |
| Johann Nicolaus Bach (1669–1753)    | Johann Nicolaus Bach (1669–1753)    | Johann Nicolaus Bach (1669–1753)    | Johann Nicolaus Bach (1669–1753)    | Johann Nicolaus Bach (1669–1753)    | Johann Nicolaus Bach (1669–1753)    |                           |                           | Maria Barbara Bach (1684–1720)        | Maria Barbara Bach (1684–1720)        | Maria Barbara Bach (1684–1720)               | Maria Barbara Bach (1684–1720)               | Maria Barbara Bach (1684–1720)               | Maria Barbara Bach (1684–1720)               |                                              |                                              | Johann Sebastian Bach (1685–1750)            | Johann Sebastian Bach (1685–1750)            | Johann Sebastian Bach (1685–1750)            | Johann Sebastian Bach (1685–1750)            | Johann Sebastian Bach (1685–1750)            | Johann Sebastian Bach (1685–1750)            |                                          |                                          | Anna Magdalena Wilcke (1701–1760)           | Anna Magdalena Wilcke (1701–1760)           | Anna Magdalena Wilcke (1701–1760)           | Anna Magdalena Wilcke (1701–1760)           | Anna Magdalena Wilcke (1701–1760)           | Anna Magdalena Wilcke (1701–1760)           |                                         |                                         | Johann Jacob Bach (1682–1722)          | Johann Jacob Bach (1682–1722)          | Johann Jacob Bach (1682–1722)          | Johann Jacob Bach (1682–1722)          | Johann Jacob Bach (1682–1722)          | Johann Jacob Bach (1682–1722)          |                                |                                |                                   |                                   |                                   |                                   |                                   |                                   |  |  |                                          |                                          |                                          |                                          |                                          |                                          |                                       |                                       |                                       |                                       |                                       |                                       |                                       |                                       |  |  |                              |                              |                              |                              |                              |                              |  |  |                            |                            |                            |                            |                            |                            |  |  |  |  |
|                                     |                                     |                                     |                                     |                                     |                                     |                           |                           |                                       |                                       |                                              |                                              |                                              |                                              |                                              |                                              |                                              |                                              |                                              |                                              |                                              |                                              |                                          |                                          |                                             |                                             |                                             |                                             |                                             |                                             |                                         |                                         |                                        |                                        |                                        |                                        |                                        |                                        |                                |                                |                                   |                                   |                                   |                                   |                                   |                                   |  |  |                                          |                                          |                                          |                                          |                                          |                                          |                                       |                                       |                                       |                                       |                                       |                                       |                                       |                                       |  |  |                              |                              |                              |                              |                              |                              |  |  |                            |                            |                            |                            |                            |                            |  |  |  |  |
|                                     |                                     |                                     |                                     |                                     |                                     |                           |                           |                                       |                                       |                                              |                                              |                                              |                                              |                                              |                                              |                                              |                                              |                                              |                                              |                                              |                                              |                                          |                                          |                                             |                                             |                                             |                                             |                                             |                                             |                                         |                                         |                                        |                                        |                                        |                                        |                                        |                                        |                                |                                |                                   |                                   |                                   |                                   |                                   |                                   |  |  |                                          |                                          |                                          |                                          |                                          |                                          |                                       |                                       |                                       |                                       |                                       |                                       |                                       |                                       |  |  |                              |                              |                              |                              |                              |                              |  |  |                            |                            |                            |                            |                            |                            |  |  |  |  |
| Wilhelm Friedemann Bach (1710–1784) | Wilhelm Friedemann Bach (1710–1784) | Wilhelm Friedemann Bach (1710–1784) | Wilhelm Friedemann Bach (1710–1784) | Wilhelm Friedemann Bach (1710–1784) | Wilhelm Friedemann Bach (1710–1784) |                           |                           | Carl Philipp Emanuel Bach (1714–1788) | Carl Philipp Emanuel Bach (1714–1788) | Carl Philipp Emanuel Bach (1714–1788)        | Carl Philipp Emanuel Bach (1714–1788)        | Carl Philipp Emanuel Bach (1714–1788)        | Carl Philipp Emanuel Bach (1714–1788)        |                                              |                                              | Gottfried Heinrich Bach (1724–1763)          | Gottfried Heinrich Bach (1724–1763)          | Gottfried Heinrich Bach (1724–1763)          | Gottfried Heinrich Bach (1724–1763)          | Gottfried Heinrich Bach (1724–1763)          | Gottfried Heinrich Bach (1724–1763)          |                                          |                                          | Johann Christoph Friedrich Bach (1732–1795) | Johann Christoph Friedrich Bach (1732–1795) | Johann Christoph Friedrich Bach (1732–1795) | Johann Christoph Friedrich Bach (1732–1795) | Johann Christoph Friedrich Bach (1732–1795) | Johann Christoph Friedrich Bach (1732–1795) |                                         |                                         | Lucia Elisabeth Munchhusen (1728–1803) | Lucia Elisabeth Munchhusen (1728–1803) | Lucia Elisabeth Munchhusen (1728–1803) | Lucia Elisabeth Munchhusen (1728–1803) | Lucia Elisabeth Munchhusen (1728–1803) | Lucia Elisabeth Munchhusen (1728–1803) |                                |                                | Johann Christian Bach (1735–1782) | Johann Christian Bach (1735–1782) | Johann Christian Bach (1735–1782) | Johann Christian Bach (1735–1782) | Johann Christian Bach (1735–1782) | Johann Christian Bach (1735–1782) |  |  | Elisabeth Juliane Friederica (1726–1781) | Elisabeth Juliane Friederica (1726–1781) | Elisabeth Juliane Friederica (1726–1781) | Elisabeth Juliane Friederica (1726–1781) | Elisabeth Juliane Friederica (1726–1781) | Elisabeth Juliane Friederica (1726–1781) |                                       |                                       | Johann Christoph Altnikol (1720–1759) | Johann Christoph Altnikol (1720–1759) | Johann Christoph Altnikol (1720–1759) | Johann Christoph Altnikol (1720–1759) | Johann Christoph Altnikol (1720–1759) | Johann Christoph Altnikol (1720–1759) |  |  | Johanna Carolina (1737–1781) | Johanna Carolina (1737–1781) | Johanna Carolina (1737–1781) | Johanna Carolina (1737–1781) | Johanna Carolina (1737–1781) | Johanna Carolina (1737–1781) |  |  | Regina Susanna (1742–1809) | Regina Susanna (1742–1809) | Regina Susanna (1742–1809) | Regina Susanna (1742–1809) | Regina Susanna (1742–1809) | Regina Susanna (1742–1809) |  |  |  |  |
| Wilhelm Friedemann Bach (1710–1784) | Wilhelm Friedemann Bach (1710–1784) | Wilhelm Friedemann Bach (1710–1784) | Wilhelm Friedemann Bach (1710–1784) | Wilhelm Friedemann Bach (1710–1784) | Wilhelm Friedemann Bach (1710–1784) |                           |                           | Carl Philipp Emanuel Bach (1714–1788) | Carl Philipp Emanuel Bach (1714–1788) | Carl Philipp Emanuel Bach (1714–1788)        | Carl Philipp Emanuel Bach (1714–1788)        | Carl Philipp Emanuel Bach (1714–1788)        | Carl Philipp Emanuel Bach (1714–1788)        |                                              |                                              | Gottfried Heinrich Bach (1724–1763)          | Gottfried Heinrich Bach (1724–1763)          | Gottfried Heinrich Bach (1724–1763)          | Gottfried Heinrich Bach (1724–1763)          | Gottfried Heinrich Bach (1724–1763)          | Gottfried Heinrich Bach (1724–1763)          |                                          |                                          | Johann Christoph Friedrich Bach (1732–1795) | Johann Christoph Friedrich Bach (1732–1795) | Johann Christoph Friedrich Bach (1732–1795) | Johann Christoph Friedrich Bach (1732–1795) | Johann Christoph Friedrich Bach (1732–1795) | Johann Christoph Friedrich Bach (1732–1795) |                                         |                                         | Lucia Elisabeth Munchhusen (1728–1803) | Lucia Elisabeth Munchhusen (1728–1803) | Lucia Elisabeth Munchhusen (1728–1803) | Lucia Elisabeth Munchhusen (1728–1803) | Lucia Elisabeth Munchhusen (1728–1803) | Lucia Elisabeth Munchhusen (1728–1803) |                                |                                | Johann Christian Bach (1735–1782) | Johann Christian Bach (1735–1782) | Johann Christian Bach (1735–1782) | Johann Christian Bach (1735–1782) | Johann Christian Bach (1735–1782) | Johann Christian Bach (1735–1782) |  |  | Elisabeth Juliane Friederica (1726–1781) | Elisabeth Juliane Friederica (1726–1781) | Elisabeth Juliane Friederica (1726–1781) | Elisabeth Juliane Friederica (1726–1781) | Elisabeth Juliane Friederica (1726–1781) | Elisabeth Juliane Friederica (1726–1781) |                                       |                                       | Johann Christoph Altnikol (1720–1759) | Johann Christoph Altnikol (1720–1759) | Johann Christoph Altnikol (1720–1759) | Johann Christoph Altnikol (1720–1759) | Johann Christoph Altnikol (1720–1759) | Johann Christoph Altnikol (1720–1759) |  |  | Johanna Carolina (1737–1781) | Johanna Carolina (1737–1781) | Johanna Carolina (1737–1781) | Johanna Carolina (1737–1781) | Johanna Carolina (1737–1781) | Johanna Carolina (1737–1781) |  |  | Regina Susanna (1742–1809) | Regina Susanna (1742–1809) | Regina Susanna (1742–1809) | Regina Susanna (1742–1809) | Regina Susanna (1742–1809) | Regina Susanna (1742–1809) |  |  |  |  |
|                                     |                                     |                                     |                                     |                                     |                                     |                           |                           |                                       |                                       |                                              |                                              |                                              |                                              |                                              |                                              |                                              |                                              |                                              |                                              |                                              |                                              |                                          |                                          |                                             |                                             |                                             |                                             |                                             |                                             |                                         |                                         |                                        |                                        |                                        |                                        |                                        |                                        |                                |                                |                                   |                                   |                                   |                                   |                                   |                                   |  |  |                                          |                                          |                                          |                                          |                                          |                                          |                                       |                                       |                                       |                                       |                                       |                                       |                                       |                                       |  |  |                              |                              |                              |                              |                              |                              |  |  |                            |                            |                            |                            |                            |                            |  |  |  |  |
|                                     |                                     |                                     |                                     |                                     |                                     |                           |                           |                                       |                                       |                                              |                                              |                                              |                                              |                                              |                                              |                                              |                                              |                                              |                                              |                                              |                                              |                                          |                                          |                                             |                                             |                                             |                                             |                                             |                                             |                                         |                                         |                                        |                                        |                                        |                                        |                                        |                                        |                                |                                |                                   |                                   |                                   |                                   |                                   |                                   |  |  |                                          |                                          |                                          |                                          |                                          |                                          |                                       |                                       |                                       |                                       |                                       |                                       |                                       |                                       |  |  |                              |                              |                              |                              |                              |                              |  |  |                            |                            |                            |                            |                            |                            |  |  |  |  |
|                                     |                                     | Wilhelm Ernst Colson                | Wilhelm Ernst Colson                | Wilhelm Ernst Colson                | Wilhelm Ernst Colson                | Wilhelm Ernst Colson      | Wilhelm Ernst Colson      |                                       |                                       | Anna Philippiana Friederica Bach (1755–1804) | Anna Philippiana Friederica Bach (1755–1804) | Anna Philippiana Friederica Bach (1755–1804) | Anna Philippiana Friederica Bach (1755–1804) | Anna Philippiana Friederica Bach (1755–1804) | Anna Philippiana Friederica Bach (1755–1804) |                                              |                                              | Wilhelm Friedrich Ernst Bach (1759–1845)     | Wilhelm Friedrich Ernst Bach (1759–1845)     | Wilhelm Friedrich Ernst Bach (1759–1845)     | Wilhelm Friedrich Ernst Bach (1759–1845)     | Wilhelm Friedrich Ernst Bach (1759–1845) | Wilhelm Friedrich Ernst Bach (1759–1845) |                                             |                                             | Charlotte Philippina Elerdt (1780–1801)     | Charlotte Philippina Elerdt (1780–1801)     | Charlotte Philippina Elerdt (1780–1801)     | Charlotte Philippina Elerdt (1780–1801)     | Charlotte Philippina Elerdt (1780–1801) | Charlotte Philippina Elerdt (1780–1801) |                                        |                                        |                                        |                                        | Christina Luise Bach (d. 1852)         | Christina Luise Bach (d. 1852)         | Christina Luise Bach (d. 1852) | Christina Luise Bach (d. 1852) | Christina Luise Bach (d. 1852)    | Christina Luise Bach (d. 1852)    |                                   |                                   |                                   |                                   |  |  |                                          |                                          |                                          |                                          | Johann Christoph Altnikol (1749–1749)    | Johann Christoph Altnikol (1749–1749)    | Johann Christoph Altnikol (1749–1749) | Johann Christoph Altnikol (1749–1749) | Johann Christoph Altnikol (1749–1749) | Johann Christoph Altnikol (1749–1749) |                                       |                                       |                                       |                                       |  |  |                              |                              |                              |                              |                              |                              |  |  |                            |                            |                            |                            |                            |                            |  |  |  |  |
|                                     |                                     | Wilhelm Ernst Colson                | Wilhelm Ernst Colson                | Wilhelm Ernst Colson                | Wilhelm Ernst Colson                | Wilhelm Ernst Colson      | Wilhelm Ernst Colson      |                                       |                                       | Anna Philippiana Friederica Bach (1755–1804) | Anna Philippiana Friederica Bach (1755–1804) | Anna Philippiana Friederica Bach (1755–1804) | Anna Philippiana Friederica Bach (1755–1804) | Anna Philippiana Friederica Bach (1755–1804) | Anna Philippiana Friederica Bach (1755–1804) |                                              |                                              | Wilhelm Friedrich Ernst Bach (1759–1845)     | Wilhelm Friedrich Ernst Bach (1759–1845)     | Wilhelm Friedrich Ernst Bach (1759–1845)     | Wilhelm Friedrich Ernst Bach (1759–1845)     | Wilhelm Friedrich Ernst Bach (1759–1845) | Wilhelm Friedrich Ernst Bach (1759–1845) |                                             |                                             | Charlotte Philippina Elerdt (1780–1801)     | Charlotte Philippina Elerdt (1780–1801)     | Charlotte Philippina Elerdt (1780–1801)     | Charlotte Philippina Elerdt (1780–1801)     | Charlotte Philippina Elerdt (1780–1801) | Charlotte Philippina Elerdt (1780–1801) |                                        |                                        |                                        |                                        | Christina Luise Bach (d. 1852)         | Christina Luise Bach (d. 1852)         | Christina Luise Bach (d. 1852) | Christina Luise Bach (d. 1852) | Christina Luise Bach (d. 1852)    | Christina Luise Bach (d. 1852)    |                                   |                                   |                                   |                                   |  |  |                                          |                                          |                                          |                                          | Johann Christoph Altnikol (1749–1749)    | Johann Christoph Altnikol (1749–1749)    | Johann Christoph Altnikol (1749–1749) | Johann Christoph Altnikol (1749–1749) | Johann Christoph Altnikol (1749–1749) | Johann Christoph Altnikol (1749–1749) |                                       |                                       |                                       |                                       |  |  |                              |                              |                              |                              |                              |                              |  |  |                            |                            |                            |                            |                            |                            |  |  |  |  |
|                                     |                                     |                                     |                                     |                                     |                                     |                           |                           |                                       |                                       |                                              |                                              |                                              |                                              |                                              |                                              |                                              |                                              |                                              |                                              |                                              |                                              |                                          |                                          |                                             |                                             |                                             |                                             |                                             |                                             |                                         |                                         |                                        |                                        |                                        |                                        |                                        |                                        |                                |                                |                                   |                                   |                                   |                                   |                                   |                                   |  |  |                                          |                                          |                                          |                                          |                                          |                                          |                                       |                                       |                                       |                                       |                                       |                                       |                                       |                                       |  |  |                              |                              |                              |                              |                              |                              |  |  |                            |                            |                            |                            |                            |                            |  |  |  |  |
|                                     |                                     |                                     |                                     |                                     |                                     |                           |                           |                                       |                                       |                                              |                                              |                                              |                                              |                                              |                                              |                                              |                                              |                                              |                                              |                                              |                                              |                                          |                                          |                                             |                                             |                                             |                                             |                                             |                                             |                                         |                                         |                                        |                                        |                                        |                                        |                                        |                                        |                                |                                |                                   |                                   |                                   |                                   |                                   |                                   |  |  |                                          |                                          |                                          |                                          |                                          |                                          |                                       |                                       |                                       |                                       |                                       |                                       |                                       |                                       |  |  |                              |                              |                              |                              |                              |                              |  |  |                            |                            |                            |                            |                            |                            |  |  |  |  |
|                                     |                                     |                                     |                                     |                                     |                                     |                           |                           | Ludwig Albrecht Hermann Ritter        | Ludwig Albrecht Hermann Ritter        | Ludwig Albrecht Hermann Ritter               | Ludwig Albrecht Hermann Ritter               | Ludwig Albrecht Hermann Ritter               | Ludwig Albrecht Hermann Ritter               |                                              |                                              | Carolina Augusta Wilhelmine Bach (1800–1871) | Carolina Augusta Wilhelmine Bach (1800–1871) | Carolina Augusta Wilhelmine Bach (1800–1871) | Carolina Augusta Wilhelmine Bach (1800–1871) | Carolina Augusta Wilhelmine Bach (1800–1871) | Carolina Augusta Wilhelmine Bach (1800–1871) |                                          |                                          | Juliane Friederica (b. 1800)                | Juliane Friederica (b. 1800)                | Juliane Friederica (b. 1800)                | Juliane Friederica (b. 1800)                | Juliane Friederica (b. 1800)                | Juliane Friederica (b. 1800)                |                                         |                                         |                                        |                                        |                                        |                                        |                                        |                                        |                                |                                |                                   |                                   |                                   |                                   |                                   |                                   |  |  |                                          |                                          |                                          |                                          |                                          |                                          |                                       |                                       |                                       |                                       |                                       |                                       |                                       |                                       |  |  |                              |                              |                              |                              |                              |                              |  |  |                            |                            |                            |                            |                            |                            |  |  |  |  |
|                                     |                                     |                                     |                                     |                                     |                                     |                           |                           | Ludwig Albrecht Hermann Ritter        | Ludwig Albrecht Hermann Ritter        | Ludwig Albrecht Hermann Ritter               | Ludwig Albrecht Hermann Ritter               | Ludwig Albrecht Hermann Ritter               | Ludwig Albrecht Hermann Ritter               |                                              |                                              | Carolina Augusta Wilhelmine Bach (1800–1871) | Carolina Augusta Wilhelmine Bach (1800–1871) | Carolina Augusta Wilhelmine Bach (1800–1871) | Carolina Augusta Wilhelmine Bach (1800–1871) | Carolina Augusta Wilhelmine Bach (1800–1871) | Carolina Augusta Wilhelmine Bach (1800–1871) |                                          |                                          | Juliane Friederica (b. 1800)                | Juliane Friederica (b. 1800)                | Juliane Friederica (b. 1800)                | Juliane Friederica (b. 1800)                | Juliane Friederica (b. 1800)                | Juliane Friederica (b. 1800)                |                                         |                                         |                                        |                                        |                                        |                                        |                                        |                                        |                                |                                |                                   |                                   |                                   |                                   |                                   |                                   |  |  |                                          |                                          |                                          |                                          |                                          |                                          |                                       |                                       |                                       |                                       |                                       |                                       |                                       |                                       |  |  |                              |                              |                              |                              |                              |                              |  |  |                            |                            |                            |                            |                            |                            |  |  |  |  |

## Poszerzona genealogia
- Veit Bach (ok. 1550–1619)
  - Johann(es) Bach I (d. 1626)

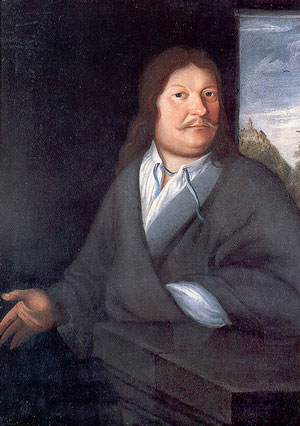
Johann Ambrosius Bach

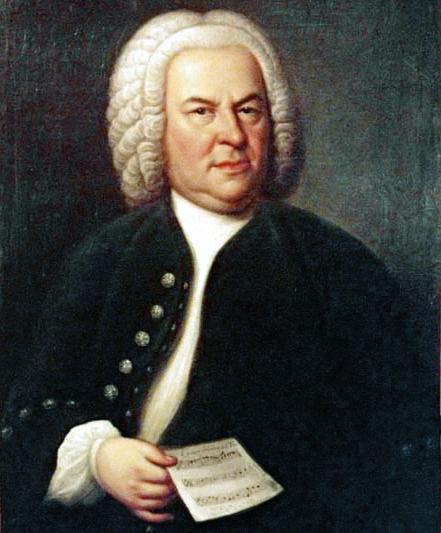
Jan Sebastian Bach

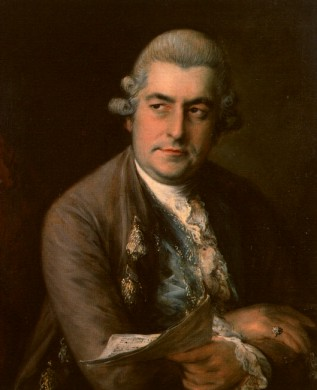
Johann Christian Bach

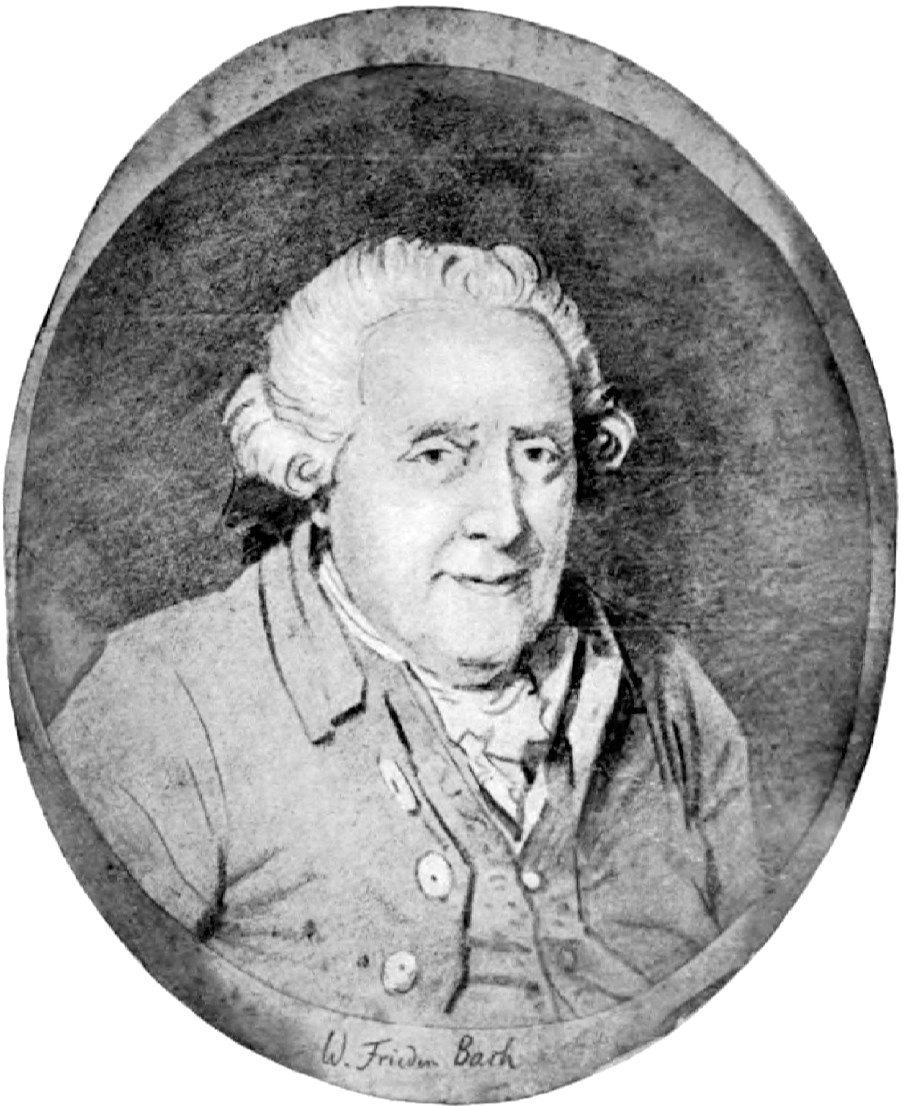
Wilhelm Friedemann Bach

    - Johann(es) Bach III (1604–1673) – linia erfurcka 
      - Johann Christian Bach I (1640–1682)
        - Johann Jacob Bach II (1668–1692)
        - Johann Christoph Bach IV (1673–1727)
          - Johann Samuel Bach (1694–1720)
          - Johann Christian Bach II (1696–)
          - Johann Günther Bach II (1703–1756)

      - Johann Aegidius Bach I (1645–1716)
        - Johann Balthasar Bach (1673–1691)
        - Johann Bernhard Bach I (1676–1749)
          - Johann Ernst Bach II (1722–1777)
            - Johann Georg Bach I (1751–1797)

        - Johann Christoph Bach VI (1685–1740)
          - Johann Friedrich Bach II (1706–1743)
          - Johann Aegidius Bach II (1709–1746)

      - Johann Nicolaus Bach I (1653–1682)

    - Christoph Bach (1613–1661)
      - Georg Christoph Bach (1642–1697)
        - Johann Valentin Bach (1669–1720)
          - Johann Lorenz Bach (1695–1773)
          - Johann Elias Bach (1705–1755)
            - Johann Michael Bach III (1745–1820) (?)
              - Johann Georg Bach II (1786–1874)
              - Georg Friedrich Bach (1792–1860)

      - Johann Christoph Bach II (1645–1693)
        - Johann Ernst Bach I (1683–1739)
        - Johann Christoph Bach VII (1689–1740)

      - Johann Ambrosius Bach (1645–1695)
        - Johann Christoph Bach III (1671–1721)
          - Johann Andreas Bach (1713–1779)
            - Johann Christoph Georg Bach (1747–1814)

          - Johann Bernhard Bach II (1700–1743)
          - Johann Christoph Bach VIII (1702–1756)
            - Ernst Carl Gottfried Bach (1738–1801)
            - Ernst Christian Bach (1747–1822)
            - Philipp Christiann Georg Bach (1734–1809)

        - Johann Jacob Bach III (1682–1722)
        - Johann Sebastian Bach (1685–1750) – poślubił najpierw swoją kuzynkę, Marię Barbarę Bach (1684–1720); drugie małżeństwo w 1721 r. z Anną Magdaleną Wilcke (1701–1760)
          - Catharina Dorothea Bach (1708–1774)
          - Wilhelm Friedemann Bach (1710–1784) – tzw. "Bach drezdeński" lub "Bach z Halle"
          - Carl Philipp Emanuel Bach (1714–1788) – tzw. "Bach hamburski" lub "berliński"
            - Johann Sebastian Bach (1748–1778) – malarz

          - Johann Gottfried Bernhard Bach (1715–1739)
          - Gottfried Heinrich Bach (1724–1763)
          - Johann Christoph Friedrich Bach (1732–1795) – tzw. "Bach bückeburski"
            - Wilhelm Friedrich Ernst Bach (1759–1845)

          - Johann Christian Bach III (1735–1782) – tzw. "Bach mediolański" lub "londyński"

    - Heinrich Bach I (1615–1692) – linia arnstadzka
      - Johann Christoph Bach I (1642–1703)
        - Johann Nikolaus Bach II (1669–1753)
        - Johann Christoph Bach V (1676–)
          - Johann Heinrich Bach II (1709–)

        - Johann Friedrich Bach I (1682–1730)
        - Johann Michael Bach II (1685–)

      - Johann Michael Bach I (1648–1694)
        - Maria Barbara Bach (1684–1720) – żona Jana Sebastiana (1685–1750)

      - Johann Günther Bach I (1653–1683)

  - Philippus "Lips" Bach (1590–1620) – syn Veita Bacha
    - Wendel Bach (1619–1682)
      - Johann Jacob Bach I (1655–1718)
        - Nicolaus Ephraim Bach (1690–1760)
        - Georg Michael Bach (1703–1771)
          - Johann Christian Bach IV (1743–1814)

        - Johann Ludwig Bach (1677–1731) – tzw. "Bach z Meiningen", kompozytor
          - Gottlieb Friedrich Bach (1714–1785) – nadworny organista w Meiningen
            - Johann Philipp Bach (1752–1846) – muzyk i malarz

          - Samuel Anton Bach (1713–1781)

    - Johann Bach IV (1621–1686)
      - Johann Stephan Bach (1665–1717)

- Caspar Bach I (1570–1640) (brat Veita?)
  - Caspar Bach II (1600–)
  - Heinrich "Ślepy Jonas" Bach (–1635)
  - Johann(es) Bach II (1612–1632)
  - Melchior Bach (1603–1634)
  - Nicolaus Bach (1619–1637)